# Incorporation au Canada
L'incorporation au Canada est une forme de nouvelle société canadienne.
La loi principale régissant l'incorporation au niveau fédéral est la Loi canadienne sur les sociétés par actions, aussi connu comme le projet de loi C-44, en vigueur depuis 1985. Chaque province canadienne a adopté une loi sur l'incorporation. 
L'agence gouvernementale qui est responsable de l'incorporation est Corporations Canada. L'incorporation peut être effectuée à un niveau fédéral ou provincial/territorial.
Quand la Loi canadienne sur les sociétés par actions réfère au Directeur, il s'agit de la personne nommée par le ministre à titre de responsable de Corporations Canada.  